# Società Italiana Ernesto Breda
Società Italiana Ernesto Breda, mais geralmente referido simplesmente como Breda, foi uma empresa de fabricação mecânica Italiana fundada por Ernesto Breda em Milão em 1886. A empresa originalmente fabricou locomotivas e outras máquinas ferroviárias, mas depois se ramificaram para armamentos e aeronave.

## Produtos

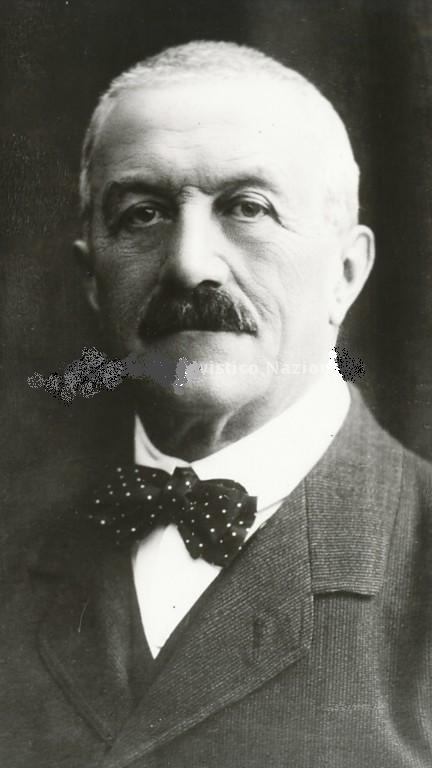
Ernesto Breda, c. 1920

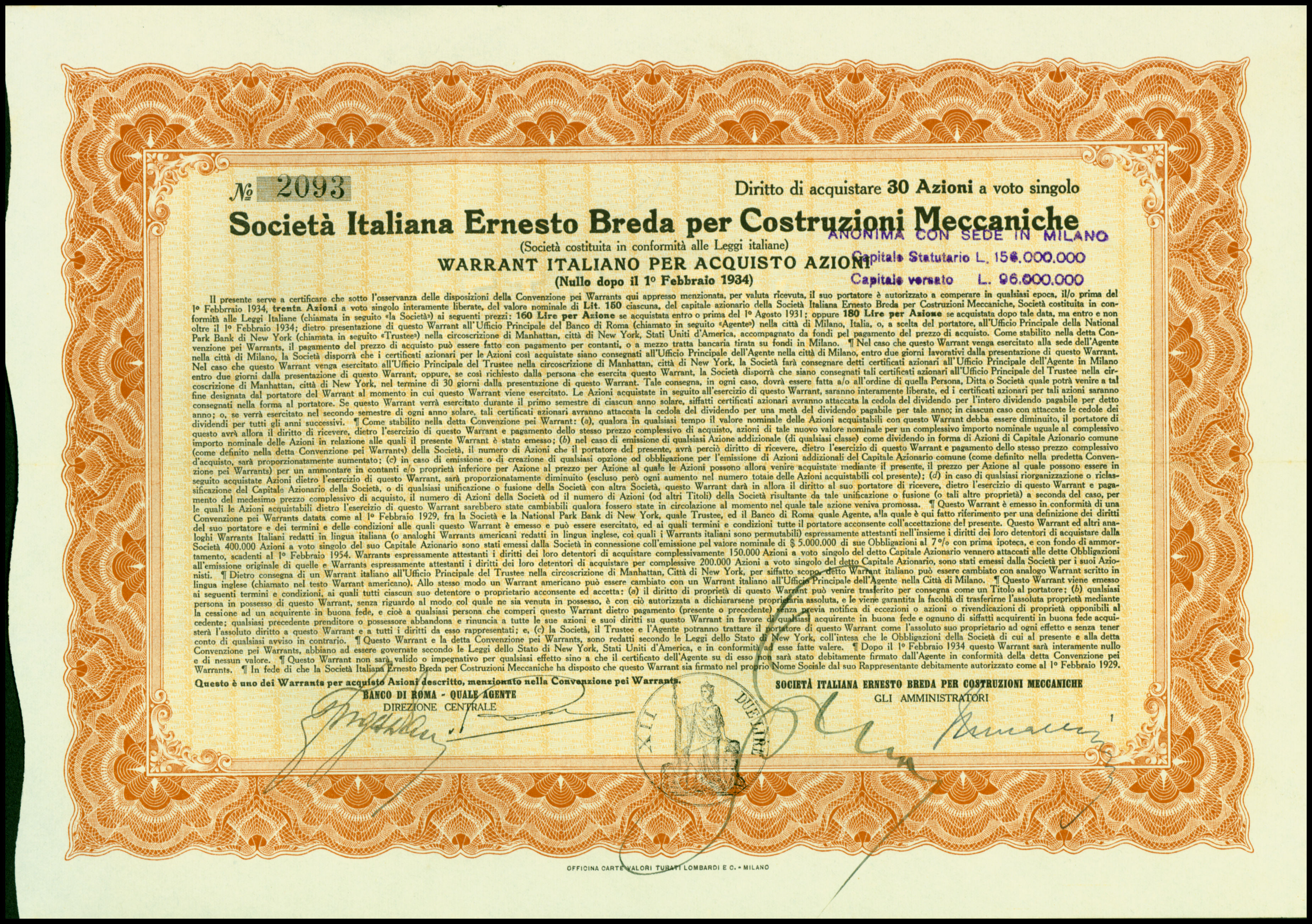
Garantia da "Società Italiana Ernesto Breda per Costruzioni Meccaniche", emitida em 1. Fevereiro de 1929

### Aeronaves
- A.2
- A.4
- A.7
- A.8
- A.9
- A.10
- A.14
- Ba.15
- Ba.19
- CC.20
- Ba.25
- Ba.26
- Ba.27
- Ba.28
- Ba.32
- Ba.33
- Ba.39
- Ba.42
- Ba.44
- Ba.46
- Ba.64
- Ba.65
- Ba.75
- Ba.79S
- Ba.82
- Ba.88
- Ba.92
- Ba.201
- Ba.205
- BP.471
- BZ.308
- BZ.309
- Tebaldi-Zari

## Material rodante

### Locomotivas
- South African Class 15CA 4-8-2[1]
- SEK class Μα
- E.330
- D.341
- D.345
- D.443
- E.424
- E.428
- E.636
- HŽ series 1061

### VLTs
- ETR 200
- ETR 240
- ETR 300
- FNM Class E.750

### Ônibus elétrico
A produção de ônibus elétrico era uma pequena parte da produção da Breda, realizada através de sua subsidiária Breda Costruzioni Ferroviarie (it), e não estava em andamento continuamente. Entre 1936 e 1940, a empresa construiu um total de 28 ônibus elétricos, a maioria para o sistema de Roma, mas incluindo seis para Génova. Em várias ocasiões, entre 1938 e 1956, foram construídos mais trolebuses, mas totalizando apenas 16. A produção foi retomada em 1988. Quase todos os clientes da Breda para trolebús eram sistemas de Ônibus elétricos italianos, mas uma notável exceção foi uma ordem de 236 barramento em modo duplo que Breda construiu para o Seattle entre 1988 e 1991.